# Moto X
Moto X é um smartphone Android desenvolvido e fabricado pela Motorola Mobility. Lançado em agosto de 2013, Moto X é o primeiro novo produto da empresa desde que foi adquirida pela Google em 2012. Inicialmente desenvolvido como o "X Phone", o Moto X foi destinado principalmente para consumidores em geral, distinto pelos recursos de reconhecimento de voz e percepção contextual, possibilidade de pedir a personalização de cores da própria escolhas (não disponível no Brasil), e por ser montado nos Estados Unidos.

## Hardware
O Moto X vem equipado com o processador Qualcomm Snapdragon S4 Pro com GPU Adreno 320. Sua tela é de 4,7" AMOLED 1280x720p (316ppi). Seu armazenamento interno é de 16GB e sua memória RAM é de 2GB. A sua câmera possui o sensor de 10MP (Flash LED) e frontal de 2MP, a bateria comporta 2200mAh.

## Software
O Moto X vem com o Android 4.2.2 Jelly Bean, já tendo sido atualizado para o Android 4.4.4 KitKat e para a versão final de sistema, Android 5.1 Lollipop. Ele possui comando de voz inteligentes e interativos juntamente com o Moto Tela e Moto Ações, tudo isso encontrado na central de ações "Moto".

## História
Em 15 de agosto de 2011, o Google anunciou a sua intenção de adquirir a Motorola Mobility por 12,5 bilhões dólares, na época, a Motorola acabou de ter o quinto trimestre consecutivo de perdas, mas a Google também queria ter acesso ao portfólio da empresa de 17.000 patentes emitidas como um meio de defender seu sistema operacional móvel Android. Após o encerramento da aquisição, em 2012, começaram a circular rumores de que Google e Motorola estavam desenvolvendo um dispositivo conhecido internamente como "X Phone", que seria o próximo dispositivo carro-chefe da empresa. Os relatos indicaram que o dispositivo deveria ter um foco em funcionalidades exclusivas, num esforço para competir contra a Apple e Android seu companheiro fornecido pela Samsung, e que a empresa tinha experimentado com telas curvas e cerâmicas como possíveis aspectos de hardware. Enquanto o novo CEO da Motorola Dennis Woodside não quis comentar diretamente sobre o projeto do X Phone, ele mencionou que a empresa tinha agora os "recursos para fazer grandes coisas" por causa de sua aquisição pela Google, e que a Motorola "investiu em uma equipe e uma tecnologia que fará algo muito diferente das abordagens atuais".
Numa conferência de imprensa organizada pelo AllThingsD em maio de 2013, Woodside brincou publicamente sobre um novo aparelho da Motorola conhecido como Moto X. Embora Woodside não apresentasse o dispositivo (que ele dizia estar no bolso), ele revelaria que Moto X seria "contextualmente consciente", e teria dois processadores especiais que lhe permitam fazer isso, mantendo a vida da bateria bastante suficiente. Woodside também anunciou que os telefones seriam concebidos e fabricados em uma fábrica fora de Fort Worth, empregando 2.000 pessoas, e seria lançado em outubro de 2013. Mais tarde, foi revelado detalhes de que o telefone estaria disponível em todas as quatro operadoras nacionais dos Estados Unidos, e que a Motorola planejava gastar US $500 milhões em marketing com o Moto X. O dispositivo foi projetado para atrair usuários comuns, conforme determinado pelos grupos de foco e pesquisas, com foco em funcionalidade única e garantindo a vida longa da bateria ao invés de focar em atingir especificações de alta tecnologia. O Chefe de design da Motorola Jim Wicks afirmou que Moto X "realmente não era para ser intimidante e tecnológico, é realmente mais popular e confortável."
Moto X foi revelado publicamente pela primeira vez durante um evento para a imprensa em 1º. de agosto de 2013, quando foi anunciado que o aparelho seria lançado por todas as grandes operadoras dos EUA, enquanto Rogers Wireless depois anunciou que venderia o dispositivo exclusivamente no Canadá. A Motorola especificamente declarou que só lançaria o aparelho na América do Norte, e teria "planos [Não] imediatos" para liberá-lo em áreas como a Europa, embora a empresa desse a entender que tinha "planos excitantes" para um dispositivo individual sob medida para o mercado europeu. Uma "edição de desenvolvedor" com um bootloader destravado foi lançado no final de setembro de 2013. Em 19 de setembro, Republic Wireless anunciou que iria oferecer Moto X sem um contrato de serviço a um preço significativamente menor em comparação com a edição de desenvolvedor e outros modelos vendidos sem contrato.

## Funções
Enquanto algumas empresas como a Samsung investem em funções pouco úteis e descartáveis, a Motorola implementou recursos práticos e simples, que realmente fazem diferença em nosso cotidiano Eis algumas:
Reconhecimento de voz, permite o aparelho nos escutar e executar aplicativos, bastando falar para que ele cumpra as ordens.
Migração Motorola, faz a transferência de históricos, arquivos, etc do seu antigo telefone para o Moto X.
Câmera ágil, balançando com o pulso duas vezes no aparelho abre o app da câmera, e para tirar a foto, só um toque na tela captura a imagem.
A combinação do Active Display com as notificações inteligentes e os sensores de movimentos criou um recurso onde você ao tirar o Moto X do bolso, ou tirá-lo da mesa, ele mostra além da hora, suas notificações dos aplicativos. Eliminando a necessidade de desbloquear a tela para saber o que está acontecendo. Tal recurso possuí uma tecnologia onde a tela utiliza-se de alguns pixels ativados para mostrar o que importa economizando muito a bateria.

## Versões
A Motorola X tem várias versões para suporte 3G e 4G redes de operadoras diferentes:
| Modelo | ID da FCC | Suportes                                                                             | Bandas CDMA | Bandas GSM | Bandas UMTS            | Bandas LTE | Notas |
| ------ | --------- | ------------------------------------------------------------------------------------ | ----------- | ---------- | ---------------------- | ---------- | --- |
| XT1053 | IHDT56PA2 | T-Mobile US, Developer Edition (GSM)                                                 | N/A         | Quad       | 850/900/1700/1900/2100 | 2/4/17     | As edições de desenvolvedor não tem SIM bloqueado e é compatível com a AT&T Mobility e redes T-Mobile dos EUA   |
| XT1055 | IHDT56PB3 | U.S. Cellular                                                                        | 800/1900    | Quad       | 850/900/1900/2100      | 4/5/12     | |
| XT1056 | IHDT56PB2 | Sprint Corporation, Republic Wireless                                                | 800/1900    | Quad       | 850/1900/2100          | 25         | As funções de rede GSM / UMTS foram desabilitadas por firmware e tem o SIM bloqueado                            |
| XT1058 | IHDT56PA1 | AT&T Mobility, Rogers, Vivo, Claro (Puerto Rico), Movistar and Claro (Chile), Brasil | N/A         | Quad       | 850/900/1900/2100      | 2/4/5/7/17 | |
| XT1060 | IHDT56PB1 | Verizon Wireless                                                                     | 850/1900    | Quad       | 850/900/1900/2100      | 4/13       | As edições de desenvolvedor também está disponível, embora uma fonte afirma que só suporta banda LTE 13 (não 4) |

Todas as versões suporta quatro bandas 2G GSM 850/900/1800/1900.